# Rally de Francia - Alsacia de 2012
El Rally de Alsacia de 2012, oficialmente 3º Rallye de France - Alsace, fue la tercera edición y la decimoprimera ronda de la temporada 2012 del Campeonato Mundial de Rally. Se celebró en los alrededores de Estrasburgo entre el 4 y el 7 de octubre y fue además la séptima ronda del campeonato Super 2000 y la quinta ronda de la Academia WRC. Contó con un itinerario de veintidós tramos sobre asfalto que sumaban un total de 404.90 km cronometrados.
La lista de inscritos estaba compuesta por setenta y cuatro pilotos,  entre los cuales se encuentran los asiduos del campeonato del mundo y varios pilotos más habituales de otras categorías automovilísticas como el francés Yvan Muller, piloto campeón del mundo de turismos que disputará por tercera vez la prueba; el suizo Jonathan Hirschi, piloto de monoplazas y primo del expiloto de Fórmula 1 Jean Alesi, y el francés Romain Dumas, piloto de las 24 Horas de Le Mans.
El francés Sébastien Loeb, líder del campeonato del mundo con 219 puntos y una ventaja de 61 sobre el segundo clasificado, su compañero de equipo Mikko Hirvonen y a falta de tres pruebas para finalizar la temporada, llegó con muchas opciones de lograr su noveno título. Finalizando por delante de su compañero o incluso por detrás del mismo, pero sin que este ganara el rally ni el Powerstage, se proclamaría campeón matemáticamente. Otras opciones pasarían por que Hirvonen no finalizara entre los ocho primeros.
El vencedor fue, al igual que en 2010, Sébastien Loeb que logró su segunda victoria en la prueba, la número setenta y cinco de su carrera y además obtuvo de forma matemática su noveno título del mundo. Segundo fue el piloto de Ford, Jari-Matti Latvala y tercero Mikko Hirvonen. Los dos puestos del equipo Citroën le aseguraron el campeonato de marcas. Craig Breen venció en la categoría SWRC, su tercera victoria del año y se situó líder del certamen. En la Academia WRC el inglés Elfyn Evans se llevó la victoria y el campeonato.

## Desarrollo
El español Dani Sordo a bordo de un Mini John Cooper Works WRC marcó el mejor tiempo en la primera pasada del shakedown con una ventaja de nueve décimas sobre Petter Solberg que fue segundo y en la segunda vuelta volvió a realizar el mejor crono, esta vez por delante Jari-Matti Latvala.

### Día 1
El primer día en la especial disputada en las calles de Estrasburgo el belga Thierry Neuville marcó el mejor tiempo situándose líder provisional, segundo Latvala, tercero Hirvonen, Sordo y Solberg que registraron el mismo tiempo.

### Día 2
El segundo día Loeb marcó el mejor tiempo en los dos primeros tramos y subió hasta la primera plaza. En el tercer tramo Latvala marcó el scratch que se mantenía segundo de la general a 7,5 segundos del líder.

### Día 3
En el noveno tramo Solberg sufrió una fuerte salida en una curva de izquierda atravesando una zona de viñedos y terminó chocando contra un poste de electricidad. En el décimo Latvala sufrió un susto al principio del tramo, uno de los más largos del rally, que le hizo perder dieciocho segundos respecto a Loeb. El décimo segundo tramo tuvo que ser suspendido debido a la masiva afluencia de público.
La jornada del sábado terminó de nuevo con Loeb como líder de la prueba con una ventaja de medio minuto sobre Latvala. Osbertg adelantaba a Sordo situándose cuarto. El británico Elfyn Evans ganó en la Academia WRC y se proclamaba campeón del certamen a falta de una prueba, segundo fue español José Antonio Suárez que lograba su segundo podio del año.

### Día 4
El último día de rally, el belga Neuville protagonizó la jornada al marcar el mejor tiempo en cinco de los seis tramos disputados, lo que le valió subir hasta la cuarta plaza final. Por su parte el estonio Ott Tänak marcó el mejor crono en el Powerstage que finalizó sexto tras Mads Østberg que fue quinto y también sumó un punto extra en el powerstage con la tercera posición lograda. El español Dani Sordo que se encontraba en la lucha con Neuville por la cuarta plaza tuvo que abandonar en el tramo veinte por problemas en la dirección asistida.

## Itinerario y ganadores
| Día            | Tramo | Hora  | Nombre                                | Distancia | Ganador                           | Tiempo    | Velo. media | Líder rally      |
| -------------- | ----- | ----- | ------------------------------------- | --------- | --------------------------------- | --------- | ----------- | ---------------- |
| Día 1 (4 oct.) | SS1   | 16:30 | Strasbourg                            | 3.63 km   | Thierry Neuville                  | 2:44.7    | 79.3 km/h   | Thierry Neuville |
| Día 2 (5 oct.) | SS2   | 09:23 | Hohlandsbourg - Firstplan 1           | 28.67 km  | Sébastien Loeb                    | 14:36.1   | 117.8 km/h  | Sébastien Loeb   |
| Día 2 (5 oct.) | SS3   | 10:06 | Vallée de Munster 1                   | 22.16 km  | Sébastien Loeb                    | 11:18.8   | 117.5 km/h  | Sébastien Loeb   |
| Día 2 (5 oct.) | SS4   | 11:22 | Soultzeren - Pays Welche 1            | 19.93 km  | Jari-Matti Latvala                | 9:49.2    | 121.8 km/h  | Sébastien Loeb   |
| Día 2 (5 oct.) | SS5   | 13:56 | Hohlandsbourg – Firstplan 2           | 28.67 km  | Sébastien Loeb                    | 14:28.9   | 118.78 km/h | Sébastien Loeb   |
| Día 2 (5 oct.) | SS6   | 14:39 | Vallée de Munster 2                   | 22.16 km  | Jari-Matti Latvala                | 11:07.0   | 119.60 km/h | Sébastien Loeb   |
| Día 2 (5 oct.) | SS7   | 15:55 | Soultzeren – Pays Welche 2            | 19.93 km  | Sébastien Loeb                    | 9:44.6    | 122.73 km/h | Sébastien Loeb   |
| Día 2 (5 oct.) | SS8   | 18:35 | SSS Mulhouse                          | 4.65 km   | Jari-Matti Latvala                | 3:37.7    | 76.89 km/h  | Sébastien Loeb   |
| Día 3 (6 oct.) | SS9   | 8:38  | Massif des Grands Crus – Ungersberg 1 | 18.16 km  | Sébastien Loeb                    | 10:58.0   | 99.36 km/h  | Sébastien Loeb   |
| Día 3 (6 oct.) | SS10  | 9:36  | Pays d'Ormont 1                       | 43.45 km  | Sébastien Loeb                    | 23:20.0   | 111.73 km/h | Sébastien Loeb   |
| Día 3 (6 oct.) | SS11  | 10:47 | Pays de la Haute Bruche 1             | 24.04 km  | Jari-Matti Latvala                | 11:13.1   | 128.58 km/h | Sébastien Loeb   |
| Día 3 (6 oct.) | SS12  | 11:45 | Klevener 1                            | 10.75 km  | Cancelado                         | Cancelado | Cancelado   | Sébastien Loeb   |
| Día 3 (6 oct.) | SS13  | 14:38 | Massif des Grands Crus - Ungersberg 2 | 18.26 km  | Mikko Hirvonen Jari-Matti Latvala | 10:53.8   | 99.99 km/h  | Sébastien Loeb   |
| Día 3 (6 oct.) | SS14  | 15:36 | Pays d'Ormont 2                       | 43.45 km  | Sébastien Loeb                    | 23:09.9   | 112.54 km/h | Sébastien Loeb   |
| Día 3 (6 oct.) | SS15  | 16:47 | Pays de la Haute Bruche 2             | 23.92 km  | Sébastien Loeb                    | 11:10.8   | 129.02 km/h | Sébastien Loeb   |
| Día 3 (6 oct.) | SS16  | 17:45 | Klevener 2                            | 10.75 km  | Jari-Matti Latvala                | 6:08.4    | 105.05 km/h | Sébastien Loeb   |
| Día 3 (7 oct.) | SS17  | 9:23  | Vignoble de Cleebourg 1               | 17.08 km  | Thierry Neuville                  | 10:11.7   | 100.52 km/h | Sébastien Loeb   |
| Día 3 (7 oct.) | SS18  | 10:46 | Bischwiller – Gries 1                 | 7.95 km   | Thierry Neuville                  | 4:19.2    | 110.42 km/h | Sébastien Loeb   |
| Día 3 (7 oct.) | SS19  | 11:16 | SSS Haguenau 1                        | 5.74 km   | Thierry Neuville                  | 4:16.2    | 80.66 km/h  | Sébastien Loeb   |
| Día 3 (7 oct.) | SS20  | 12:44 | Vignoble de Cleebourg 2 (Power stage) | 17.08 km  | Ott Tänak                         | 10:24.0   | 98.54 km/h  | Sébastien Loeb   |
| Día 3 (7 oct.) | SS21  | 14:07 | Bischwiller – Gries 2                 | 7.95 km   | Thierry Neuville                  | 4:16.8    | 111.45 km/h | Sébastien Loeb   |
| Día 3 (7 oct.) | SS22  | 14:37 | SSS Haguenau 2                        | 5.74 km   | Thierry Neuville                  | 4:03.7    | 84.79 km/h  | Sébastien Loeb   |

### Power stage
| Pos | Piloto           | Copiloto        | Automóvil          | Tiempo  | Difer. | Veloc.media | Puntos |
| --- | ---------------- | --------------- | ------------------ | ------- | ------ | ----------- | ------ |
| 1.  | Ott Tänak        | Kuldar Sikk     | Ford Fiesta RS WRC | 10:24.0 | 0.0    | 98.32km/h   | 3      |
| 2.  | Thierry Neuville | Nicolas Gilsoul | Citroën DS3 WRC    | 10:24.9 | +0.9   | 98.23 km/h  | 2      |
| 3.  | Mads Østberg     | Jonas Andersson | Ford Fiesta RS WRC | 10:25.8 | +1.8   | 98.15 km/h  | 1      |

## Clasificación final

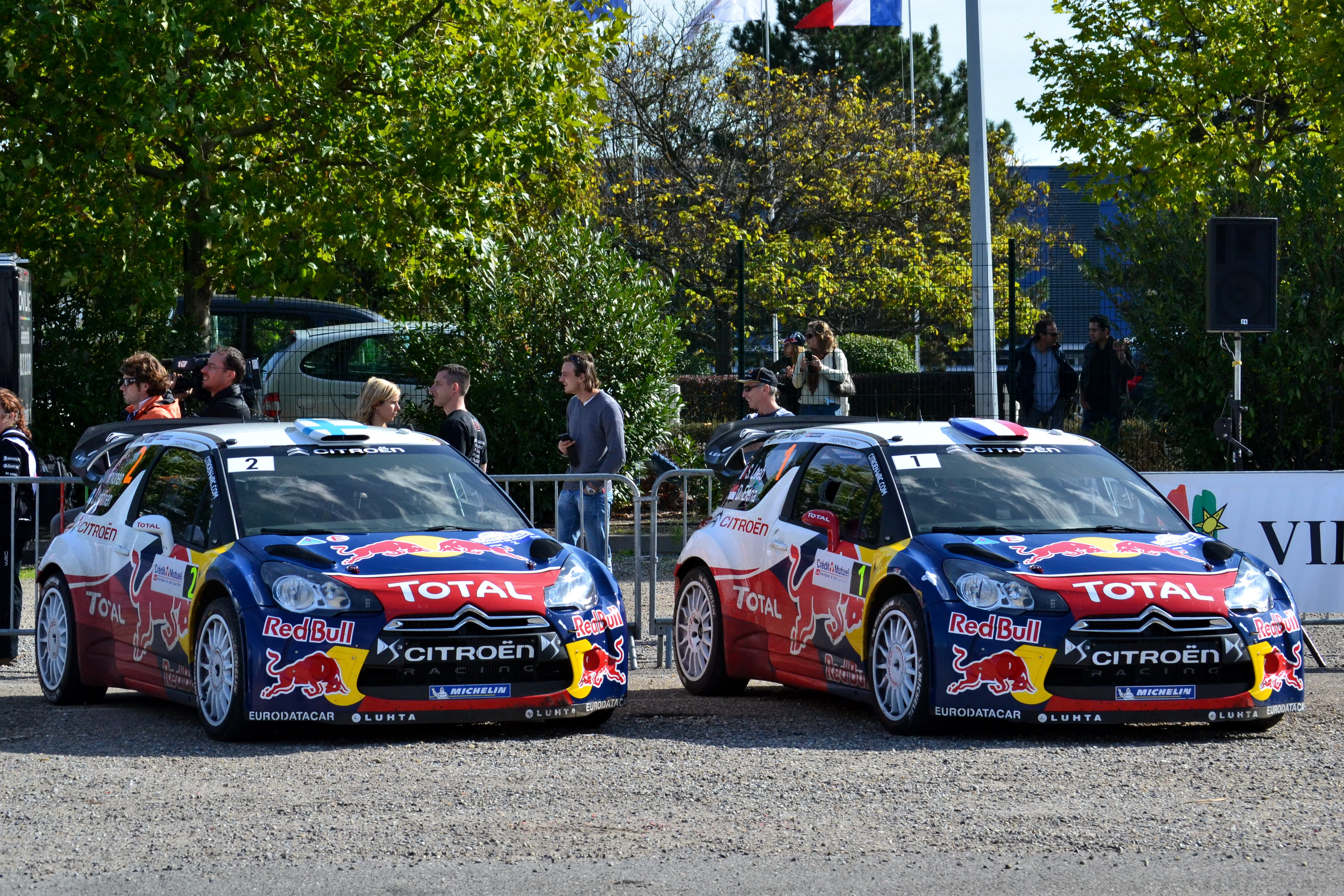
Hirvonen (izquierda) y Loeb (derecha) ocuparon la tercera y primera plaza del podio respectivamente.

| Pos.        | Piloto               | Copiloto               | Automóvil                  | Tiempo    | Diferencia | Puntos  |
| General     | General              | General                | General                    | General   | General    | General |
| ----------- | -------------------- | ---------------------- | -------------------------- | --------- | ---------- | ------- |
| 1.          | Sébastien Loeb       | Daniel Elena           | Citroën DS3 WRC            | 3:32:53.0 | 0.0        | 25      |
| 2.          | Jari-Matti Latvala   | Miikka Antilla         | Ford Fiesta RS WRC         | 3:33:08.5 | 15.5       | 18      |
| 3.          | Mikko Hirvonen       | Jarmo Lehtinen         | Citroën DS3 WRC            | 3:33:37.1 | 44.1       | 15      |
| 4.          | Thierry Neuville     | Nicolas Gilsoul        | Citroën DS3 WRC            | 3:34:00.3 | 1:07.3     | 12+2    |
| 5.          | Mads Østberg         | Jonas Andersson        | Ford Fiesta RS WRC         | 3:34:09.4 | 1:16.4     | 10+1    |
| 6.          | Ott Tänak            | Kuldar Sikk            | Ford Fiesta RS WRC         | 3:35.20.9 | 2:27.9     | 8+3     |
| 7.          | Evgeny Novikov       | Ilka Minor             | Ford Fiesta RS WRC         | 3:38:44.6 | 5:51.6     | 6       |
| 8.          | Chris Atkinson       | Glenn MacNeall         | Mini John Cooper Works WRC | 3:39:35.4 | 6:42.4     | 4       |
| 9.          | Martin Prokop        | Zdeněk Hrůza           | Ford Fiesta RS WRC         | 3:41:39.8 | 8:46.8     | 2       |
| 10.         | Sébastien Chardonnet | Thibault de la Haye    | Citroën DS3 WRC            | 3:41:52.7 | 8:59.7     | 1       |
| SWRC        |                      |                        |                            |           |            |         |
| 1. (17.)    | Craig Breen          | Paul Nagle             | Ford Fiesta S2000          | 3:50:11.3 | 0.000      | 25      |
| 2. (18.)    | Yazeed Al-Rajhi      | Michael Orr            | Ford Fiesta RRC            | 3:50:48.9 | 37.6       | 18      |
| 3. (24.)    | Per-Gunnar Andersson | Emil Axelsson          | Proton Satria Neo S2000    | 4:07:44.1 | 17:32.5    | 15      |
| 4. (30.)    | Andreas Aigner       | Detlef Ruf             | Proton Satria Neo S2000    | 4:10:26.6 | 20:15.3    | 12      |
| WRC Academy |                      |                        |                            |           |            |         |
| 1.          | Elfyn Evans          | Philip Pugh            | Ford Fiesta R2             | 3:20:42.6 | 0.0        | 25+3    |
| 2.          | José Antonio Suárez  | Cándido Carrera        | Ford Fiesta R2             | 3:21:25.1 | 42.5       | 18+4    |
| 3.          | John MacCrone        | Stuart Loudon          | Ford Fiesta R2             | 3:22:18.0 | 1:35.4     | 15+2    |
| 4.          | Brendan Reeves       | Rhianon Smyth          | Ford Fiesta R2             | 3:23:49.1 | 3:06.5     | 12+1    |
| 5.          | Fredrik Åhlin        | Morten Erik Abrahamsen | Ford Fiesta R2             | 3:24:18.9 | 3:36.3     | 11+1    |
| 6.          | Pontus Tidemand      | Stig Rune Skjærmoen    | Ford Fiesta R2             | 3:27:57.7 | 7:15.1     | 8+2     |
| 7.          | Timo van der Marel   | Erwin Berkhof          | Ford Fiesta R2             | 3:35:09.8 | 14:27.2    | 6       |